# Juan Manuel Cobo Gutiérrez
Juan Manuel Cobo Gutiérrez fue un abogado y político chileno, miembro de la Academia de Ciencias Políticas de la Universidad de Chile y primer regente de la Corte de Apelaciones de La Serena.

## Biografía
Fue hermano de José Santos Cobo Gutiérrez y por lo tanto, tío de Camilo Enrique Cobo Gutiérrez. Fue bautizado en Santiago, el 27 de mayo de 1799.
Se casó con Rosario Aguirre y Rodríguez Dávila; hija de Ignacio Aguirre Urquieta y tuvieron gran descendencia.
Estudió en el Convictorio Carolino y Colegio del Santo Ángel de la Guarda de su ciudad natal, de 1813 a 1815.
Fue elegido diputado suplente por Santiago, en las Asambleas Provinciales de 1823, Asamblea Provincial de Santiago, 29 de marzo-3 de abril de 1823.
Participó en las Asambleas Provinciales de 1825, Asamblea Provincial de Santiago, 3 de septiembre-8 de octubre de 1825; no como diputado, sino que aparece firmando una especie de acta de ésta Asamblea y en que, junto a otros señores, serían una especie de escrutadores de las votaciones.
Fue elegido diputado propietario por Petorca, período 1840 a 1843; asumió la vicepresidencia de la Cámara de Diputados, 5 de julio de 1841 al 4 de julio de 1842. Integró la Comisión Permanente de Hacienda y la Calificadora de Peticiones; fue diputado reemplazante en la Comisión Permanente de Legislación y Justicia.
Reelecto diputado propietario, pero esta vez por Quillota, período 1843 a 1846; integró la Comisión Permanente de Gobierno y Relaciones Exteriores, y la de Educación y Beneficencia.
Fue un gran colaborador de Andrés Bello en la redacción del Código Civil; fue regente de la Corte de Apelaciones de La Serena y Ministro de la Corte Suprema.
Falleció en Santiago, en 1870.